# Postväxel
En postväxel är en av en bank utställd egen växel. Den är alltid utställd på viss person, ofta den som beställt och betalt för den. En postväxel får inte vara utställd på innehavaren. Vill innehavaren betala med den ska innehavaren på baksidan av växeln skriva överlåtes på samt namnet på betalningsmottagaren och skriva under den. Postväxeln är den vanligaste sortens växel och används ofta för köp där det vore opraktiskt att ta med sig betalningen i kontanter och säljaren inte accepterar kontokort.